# Jakobstads BK
Jakobstads Bollklubb (förkortat JBK) är en finländsk fotbollsklubb som säsongen 2017 spelar i finländska Tvåan. JBK, som grundades år 1944, kommer från den tvåspråkiga staden Jakobstad. Klubben avancerade till Tvåan, den tredje divisionen i det finländska seriesystemet, år 1999 och lyckades behålla sin serieplats fram till och med säsongen 2011, när laget degraderades till trean. Hösten 2013 avancerade JBK åter till tvåan.